# Saison 2025-2026 des Pelicans de La Nouvelle-Orléans
La saison 2025-2026 des Pelicans de La Nouvelle-Orléans est la 23e saison de la franchise en National Basketball Association (NBA).

## Draft
| Tour | Choix | Joueur         | Poste | Nationalité | Provenance             |
| ---- | ----- | -------------- | ----- | ----------- | ---------------------- |
| 1    | 7     | Jeremiah Fears | PG    | États-Unis  | Sooners de l'Oklahoma  |
| 1    | 23    | Asa Newell     | PF    | États-Unis  | Bulldogs de la Géorgie |

## Matchs

### Summer League
| Summer League Total: 0-5 |

| Match | Date match | Équipe        | Score     | Meilleur marqueur    | Meilleur rebondeur     | Meilleur passeur    | Lieux Spectateurs      | Série |
| ----- | ---------- | ------------- | --------- | -------------------- | ---------------------- | ------------------- | ---------------------- | ----- |
| 1     | 10 juillet | Minnesota     | D 91-98   | Lester Quiñones (20) | Yves Missi (13)        | Derik Queen (3)     | Thomas & Mack Center 0 | 0 - 1 |
| 2     | 12 juillet | L.A. Lakers   | D 81-94   | Antonio Reeves (20)  | Derik Queen (13)       | Lester Quiñones (2) | Thomas & Mack Center 0 | 0 - 2 |
| 3     | 15 juillet | Portland      | D 87-93   | Antonio Reeves (18)  | Derik Queen (10)       | Queen, Quiñones (3) | Cox Pavilion 0         | 0 - 3 |
| 4     | 16 juillet | Oklahoma City | D 81-95   | Trey Alexander (25)  | Christian Shumate (10) | Jeremiah Fears (6)  | Cox Pavilion 0         | 0 - 4 |
| 5     | 18 juillet | Indiana       | D 104-113 | Jeremiah Fears (22)  | Hunter Dickinson (8)   | Trey Alexander (6)  | Cox Pavilion 0         | 0 - 5 |

### Pré-saison
| Pré-saison Total: 0-0 (Domicile : 0-0; Extérieur : 0-0) |

### Saison régulière
| Saison régulière Total: 0-0 (Domicile : 0-0; Extérieur : 0-0) |